# Seminário dos Ratos
Seminário dos ratos é um livro da escritora brasileira Lygia Fagundes Telles, publicado por primeira vez em 1977, pela Editora Rocco. O livro inicialmente possuía um total de 14 contos, mas nas edições mais atuais conta com apenas 13.
A obra nasceu da obstinação da escritora em escrever contos ignorando os limites entre realidade e fantasia, fantástico e mágico, intenção e impulso, cultura e natureza. Nela, o leitor é convidado a fazer uma viagem ao encontro dos ratos que tomam para si um seminário e que, curiosamente, passam a tomar decisões sobre o país onde vivem.

## Contos que integram o livro
- As formigas
- Senhor diretor
- Tigrela
- Herbarium
- A sauna
- Pomba enamorada ou Uma história de amor
- WM
- Lua crescente em Amsterdã
- O X do problema*
- A mão no ombro
- A presença
- Noturno Amarelo
- A consulta
- Seminário dos ratos

<nowiki>*</nowiki>Conto retirado das edições mais recentes do livro